# Rebelstar: Tactical Command
Rebelstar: Tactical Command — пошаговая тактическая компьютерная игра, разработанная Codo Technologies в 2005 для игровой консоли Game Boy Advance.
Игра была создана Джулианом Голлопом, который разрабатывал игры серий Rebelstar и X-COM. Rebelstar:TC была принята хорошо, получила средний балл 78 % на GameRankings.

## Сюжет
В 2117 году раса пришельцев, известная как арелианцы, поработила человеческое население Земли, используя своих приспешников, дикарей зорнов (Zorn). Инопланетяне вставляют имплантаты в мозги младенцев при рождении, чтобы иметь возможность следить за ними. Как только кому-то из них исполняется 30, арелианцы его забирают и никто не знает об их дальнейшей судьбе. Главный персонаж Джорел, после потери обоих родителей из-за захватчиков, решает бежать на юг в Мексику, чтобы присоединиться к силам повстанцев. В лагере сопротивления проходит обучение у капрала Джонлана и начинает сражаться с вражескими захватчиками. Благодаря сильному псионическому сопротивлению, его мозг отторг имплантат. После чего Джорел стал новой надеждой для отчаявшейся человеческой расы, ищущей лидера.
Позже открывается настоящая сущность зорнов и арелианцев. Арелианцы, скучающая раса с коллективным разумом, поработили людей для развлечения. Зорнам в обмен за помощь арелианцам, было позволено съедать любого человека старше 30 лет.

## Игровой процесс
В отличие от игр X-COM, здесь нет строительства баз, управления ресурсами или исследований. В течение боя, игрок контролирует отряд персонажей и должен выполнять различные задачи. Персонажи имеют определенное количество очков действия, которые обновляются в начале каждого хода. Каждое действие, от поворота до перемещения и стрельбы, тратит очки действия. Поэтому они позволяют исполнять ограниченное число действий за ход.
Так же, игрок может поднимать и использовать оружия мертвых пришельцев. Так как амуниция ограничена, иногда полезно обыскать труп врага чтобы продолжить бой.
В игре доступно много оружия, такого как ножи, пистолеты, автоматы, пулемёты, снайперские винтовки и гранаты. Так как персонажи специализируются в различных областях, важно подстраивать стратегию таким образом, чтобы по максимуму использовать сильные стороны каждого используемого оружия. Так же для персонажей возможно выступать в роли медика, используя аптечку для лечения товарищей.
Каждый раз когда персонажи наносят урон врагу, лечат союзника, или используют псиоников, они увеличивают очки опыта. Как только очков накопится достаточно, они повышают уровень, который усилит их атрибуты, такие как сила, конституция, и Интеллект в случайном порядке. Они так же поднимут одно очко навыка, которое игрок может потратить на любой навык по своему усмотрению, например тяжелое оружие, рукопашный бой, медицина, или скрытность. Таким образом, в течение игры, каждый персонаж становится сильнее и он может специализироваться по определенному типу оружия или навыку в большей степени чем по другим.

## Отзывы
| Сводный рейтинг       | Сводный рейтинг |
| Агрегатор             | Оценка          |
| --------------------- | --------------- |
| GameRankings          | 77,83 %         |
| Metacritic            | 78              |
| Иноязычные издания    |                 |
| Издание               | Оценка          |
| GameSpot              | 7,8 из 10       |
| GameSpy               | 4 из 5          |
| IGN                   | 7,7 из 10       |
| Русскоязычные издания |                 |
| Издание               | Оценка          |
| «Страна игр»          | 7,5 из 10       |

Rebelstar: Tactical Command получила положительные отзывы и оценку 77.83% на GameRankings.
- Обзор Gamecritics (8/10) (англ.)